# 毛記電視
毛記電視（英語：TVMost），全稱毛記電視廣播有限公司，簡稱毛記、自封大大台，是香港的一個網絡傳媒平台，由黑紙有限公司及旗下雜誌《100毛》於2015年3月16日成立。同年5月18日以網絡電視形式啟播，內容主要以惡搞、「抽水」及「曲線」形式諷刺時弊。
毛記電視名稱影射被香港網民稱作「大台」的無綫電視。自啟播以來，毛記電視製作的節目和藝人（自稱「劣質節目」及「偽人」）以香港的兩家商營電視台（無綫電視及已停播的亞洲電視）為惡搞的基礎。
毛記電視亦是雜誌《黑紙》旗下子公司，與各個品牌《黑紙》、《100毛》以及白卷出版社合稱「黑白毛記」，並同時出現在互聯網、廣告、香港書展等公開活動中。

## 歷史

### 開台前「預言」
2013年10月15日，毛記電視的母公司、香港知名雜誌《100毛》於香港免費電視牌照爭議白熱化期間（香港政府召開記者會公佈牌照審批結果之前數小時），在Facebook官方專頁提出「毛記電視」一說，曾一度引起網民關注。

### 註冊及籌備
2015年1月，「毛記電視廣播有限公司」（TV MOST Broadcasts Limited）註冊了　「tvmost.com.hk」作為官方網站。網頁最初只有《100毛》標誌，毛記電視啟播後正式運作，並與原《100毛》官方網站域名「100most.com.hk」合併。
2015年3月11日，有網民在高登討論區指2015年3月10日的亞洲電視《六點鐘新聞》中，記者採訪時任亞洲電視執行董事葉家寶時出現印有「毛記電視」台徽的咪牌。而當時在現場採訪葉家寶的now新聞、現代電視等媒體的記者亦拍攝到印有「毛記電視」台徽的咪牌。3月16日，「毛記電視廣播有限公司」在香港註冊。

### 宣佈啟播
2015年5月8日，《100毛》Facebook專頁上載一段「特別新聞報道」短片，宣佈毛記電視將於5月18日啟播。新聞由前無綫電視新聞女主播方健儀主持，稱《100毛》「將會申請免費電視牌照」，最後聲稱因為「懶得填form」（嫌申請程序過於繁複）而轉為經營網絡電視。
短片更找來已離開無綫新聞的主播伍家謙和柳俊江、歌手張敬軒、香港電視網絡藝員艾威、亞洲電視藝員劉錫賢飾演市民受訪。更播放時任亞洲電視執行董事葉家寶對於《100毛》轉營網絡電視看法，得到其真心回應（與2015年3月10日的亞洲電視《六點鐘新聞》片段吻合）。方健儀還重演無綫新聞新聞報導員龔偉怡於2008年主持《香港早晨》時偷食餅乾一幕。。

### 正式啟播初期
2015年5月18日，毛記電視正式啟播，於晚上7:40上載此台首個節目《六點半左右新聞報道》，奠定「六點半左右」上載節目的不準時慣例。
2015年6月3日，「臨時特約一次性執行董事」陳志雲宣佈腰斬開台劇《犬時代》，並宣佈增加《勁曲金曲》、《星期三港案》、《歡樂滿些牙》三個節目。

### 加入實體表演
2015年8月19至24日期間，毛記電視於何韻詩《十八種香港HOCC 2015》演唱會舉辦《毛記電視勁曲金曲優秀選2015》，當中更有部分邀得現實公眾名人演繹。
2016年1月11日，《第一屆十大勁曲金曲分獎典禮》於在香港伊利沙伯體育館舉行，now寬頻電視現場直播，為香港電視史上首個直播的網絡平台製作匯演，事後亦引起一連串的後續報道。毛記電視創辦人林日曦事後透露，有商業機構表示有興趣贊助分獎禮，但其後該些機構的高層都認為活動涉及敏感社會議題而卻步。
2016年1月15日，因為毛記電視偽員東方昇戲仿2016年度香港行政長官施政報告的重點「一帶一路」，引發親建制媒體《文匯報》的轟擊。及後4月，中国大陆用户无法访问毛記電視官方網站，而在百度、新浪微博搜索引擎的“毛记电视”搜索结果亦出现“根据相关法律法规和政策，部分搜索结果未予显示”提示，原因未明，懷疑與惡搞「一帶一路」、創辦人及旗下偽員支持本土派有關。
2016年5月11日，毛記電視一週年台慶節目《萬千呃Like賀台慶》於2016年5月11日在香港灣仔會議展覽中心舉行，為香港免費電視史上首個直播網上大型匯演。ViuTV提供現場直播，平均收視有7.8點，最高收視為9點，即有逾50萬人收看，成為該台啟播以來最高收視的節目之一。

### 2016年節目改革
2016年5月11日《萬千呃Like賀台慶》之後，毛記電視節目安排發生變化，其中原定每日播放的《六點半左右新聞報道》經過多次調動，亦不再固定每周播出五節新聞；而《明張目膽fun fun選》和《歡樂滿些牙》先後於2016年6月21日、6月24日後停止更新。
同時，毛記電視開始頻繁於100毛及毛記電視的facebook官方專頁進行串流直播節目，2016年星光熠熠耀書展為首個固定特備的facebook節目。
2016年7月23日，香港書展參展期間，毛記電視推出「毛記盒子」宣傳片，並作出全面節目改革。推出三個新節目愛情紀錄片《閃光彈傳真機》，時事街頭訪問節目《今日問真啲》，舊聞跟進節目《愛·回帶》以及更新《人魚樂毛窮》內容。《勁曲金曲》以及《六點半左右新聞報道》正式改為不定期播放。
2016年8月3日，《星期三港案》獲得冠名贊助，成為首個獲得冠名贊助的常規節目。 
2019年，《大辭職日》中粉墨登場，門票未開售已經加場再加場，二十五場門票近三萬個座位，開賣日兩小時全部售清。

## 重要事件

### 拍攝廣告掀起熱潮
毛記電視自開台以來，與母公司《100毛》聯合製作不少由娛樂圈藝人及毛記偽員代言的原創廣告影片，廣受網民歡迎，以下是典型事例：
- 2016年4月1日，由《100毛》及毛記電視製作、Boxful贊助的廣告片《Boxful呈獻：毒家試愛》在100毛facebook專頁上載，由毛記電視偽員專家Dickson及黃慘盈飾演情侶。影片深受網民歡迎。[28]由「腦細」林日曦填詞 [29]、黃慘盈演唱的主題曲《慘情歌》更成為《勁曲金曲》首支原創冠軍歌。[30]

- 2016年5月14日，由《100毛》及毛記電視製作、香港四大天王之一黎明代言的雀巢白咖啡廣告，在《100毛》、《熱血時報》等多個facebook專頁廣傳。黎明親自演繹改編自其經典作品《情深說話未曾講》的歌曲《情深咖啡未曾飲》，MV更邀得堅．黎明[31]、毛記電視創辦人「腦細」林日曦、堅．劉江[31]及偽員「肥Ben」、「腐穎」合作拍攝。[32][33]廣告在《100毛》Facebook專頁版本不足兩日已有近三百萬瀏覽量，網民爭相分享，令香港各大地區超級市場的雀巢白咖啡幾乎售罄。[34]

### 改編歌曲《亞視永恆》深入民心
《亞視永恆》是2015年二次創作歌曲，改編自張學友的《愛是永恆》，諷刺亞洲電視陷入行政混亂以及節目質素下降之外仍未倒閉，曾流出多個不同版本。
2015年6月毛記電視的音樂節目《勁曲金曲》啟播開始，《亞視永恆》開始持續出現於節目內的「勁曲金榜」中。且歌詞每次亦有不同，當中「亞視會，永遠都存在」便已經多次出現。
2015年8月23日，河國榮以岩布仙尼的裝束出席勁曲金曲優秀選，現場演唱得獎歌曲《亞視永恆》。由於《亞視永恆》雖然長期在「勁曲金榜」之上，從沒落榜，但也從未成為過冠軍歌。這次現場觀眾和網民得以聽完整版，顯得非常雀躍。相關片段在9月22日本港台播映的港台電視節目《香港有你》林日曦專訪中提及，被指「亞視播亞視永恆」。事實上這是河國榮繼2014年聖誕節前榮登《100毛》第94期封面、2015年年初代言《100毛》新年廣告之後，第三次以岩布仙尼的裝束公開亮相。
《亞視永恆》在2016年1月的《第一屆十大勁曲金曲分獎典禮》更獲得“曲金曲獎”的殊榮，2016年2月1日首度離開「勁曲金榜」，成為於《勁曲金曲》節目內，逗留於勁曲金榜最長久的作品，長達34週。
2016年2月5日，亞視因最終未能於當日向全體員工發放1月份人工，甚至有部分員工仍未獲發去年12月薪酬，當亞視營運總裁馬熙當晚向傳媒公佈有關消息之後，亦隨即請辭，新聞部亦傳最少有9名員工離職。當時被欠薪的老員工程啟光（無綫新聞字幕顯示“程先生”）離開亞視總部，被記者追訪時說：「我覺得亞視係永恆嘅（我覺得亞視是永恆的）。」 再次證明「亞視永恆」已成為大眾接受的潮流用語。
2016年4月1日亞視停播當日，林夕在當晚黃耀明的《美麗的呼聲聽證會》與黃偉文、于逸堯“台上chat”中談及《亞視永恆》，隨即並以普通話唱：「亞視永恒，關門的是你。」引起現場觀眾歡呼。他指廣東話是無法被替代，以示支持廣東歌。 再度令《亞視永恆》的北方版本（實為國語惡搞版）登上「勁曲金榜」長達三週。

### 「一戴一露」致中國互聯網封殺
2016年1月15日，因為毛記電視偽員東方昇惡搞2016年度香港行政長官施政報告的重點「一帶一路」，引發親建制左報媒體的轟擊。
《文匯報》當日的「廿四味」專欄作者徐庶指《蘋果日報》的「蘋論」吹捧分獎禮，「為明嘲暗諷大陸地、放大本土意識的言行搖旗吶喊，為了荼毒青少年」亦批評《100毛》是一份教壞青少年的「大毒物」。該評論文章指控《毛記電視》對象為青少年，引申了反對派為荼毒青少年，從小就做工夫，進行洗腦。反對派政客和藝人經常在其中客串，引誘青少年走入邪路。
該文章亦指「毛記的『童歌』（意指「繁忙兒童合唱團」於第一屆十大勁曲金曲分獎典禮的二次創作組曲）『大罵老竇老母』，歌曲經過facebook熱傳，給予小孩子很壞的影響。」
並批評施政報告被《毛記電視》及《100毛》「惡搞」。「一帶一路」變成了「一戴一露」，『毛記電視』的男主持赤裸上身，戴着女人的胸圍，但又扯下一邊露點。
就此事件，東方昇僅以一貫「曲線」方式，「感謝國家肯定」。而創辦人林日曦亦以「曲線」方式，以示「否定」蘋果日報的報道。而毛記電視於2016年5月19日張德江訪港時，再次於六點半左右新聞報道惡搞「一帶一路」。
依據GreatFire測試，其網站在中國大陸被當局的網墻封鎖，即當地網民無法正常訪問該網站，2016年2月或更早起遭受封鎖至今。

### 實測行李風暴「特事特辦」
2016年4月上旬，爆發梁振英家庭機場濫權風波，時任香港行政長官梁振英被質疑施壓，讓航空公司「特事特辦」替三女梁頌昕送行李入禁區。
毛記電視繼2015年9月的港鐵限攜大型樂器風波後，派出主播「東方昇」和「羅若off」以留學為由，進行實地測試。測試片段於4月9日上載到100毛以及毛記電視facebook專頁，完整片段則於同日《六點半左右新聞報道》內播出。結果機場保安、機管局和航空公司（新聞畫面顯示為國泰航空公司航班CX510的機票，香港→台北）三方面，均表示不存在「特事特辦」這一回事。
2016年4月14日，立法會議員胡志偉與香港機場管理局行政總裁林天福和其他高層職員會面約1小時。胡志偉會後引述，機管局並無正面回應行李事件是否符合機管局口中一般的「Lost & Found」情況，但機管局承認網絡媒體《100毛》（意指毛記）模擬此事件親身測試能否送行李入禁區的有關情況，並不屬於機管局的「Lost & Found」類別，意味着梁頌昕的個案亦不是屬於該類別。胡志偉質疑機管局混淆視聽。

### 《萬千呃Like賀台慶》前後爭議
2016年3月14日，《香港01》報道公開各項贊助收費的金額，由28萬元至逾160萬元不等。
毛記電視創辦人林日曦隨即於facebook以長文回應，他強調除了那10%股權換回來的部份資金，其他投資全都只是靠自己和同事努力賺回來，又指為公司而感到自豪。
2016年5月11日台慶實體表演《萬千呃Like賀台慶》之後，評價遠遜數月前的《分獎典禮》。不少網民覺得過於沉悶、流程設計欠佳，facebook洗版潮未有如分獎典禮般熾熱。網上批評和分析的文章如雪花湧現。

### 立法會選舉期間涉嫌誤導選民
2016年9月1日，「毛記電視」在facebook專頁上載影片，主持「東方昇」等人在片中佩戴「我愛周浩鼎」布條，並聲稱民建聯立法會「超級區議會」界別候選人周浩鼎「選情唔急」。當晚周浩鼎競選團隊到廉政公署投訴「毛記電視」散播錯誤信息，嚴重破壞選舉公平。周浩鼎指有關片段是誤導市民，嚴重打擊其選情，涉嫌觸犯《選舉（舞弊及非法行為）條例》。其後毛記電視將相關影片刪除，但未有道歉。是次是「毛記電視」繼年初新界東補選之後，再次被指惡搞周浩鼎。

### 直播楊思琦寫真涉嫌侵權
2018年7月20日香港書展期間，毛記電視在未經過藝人楊思琦同意下，在Facebook開直播，逐頁展示楊思琦首本個人寫真集《Miss Szeki 2018》，又在寫真相片上塗鴉。是次做法引來批評。不少網民批評「毛記電視」過火，更直言其侵犯版權等等。據悉，寫真出版商或考慮循法律途徑控告毛記電視侵權。毛記電視直播期間，畫劍予楊思琦，又畫樽領衫防止楊思琦「著涼」，更提及《人生馬戲團》，再畫紅白格表示「打人生馬賽克」。

## 節目時間表
時間表為毛記電視宣稱的節目上架時間，實際上架時間視乎「毛毛」（毛記電視員工）工作時間而定，現時亦於播放時間後以「盡量」作標示。

### 過去宣稱時間表
| 時間       | 星期一                  | 星期二                     | 星期三                  | 星期四                     | 星期五                  | 星期六                  | 星期日                  |
| ---------- | ----------------------- | -------------------------- | ----------------------- | -------------------------- | ----------------------- | ----------------------- | ----------------------- |
| 毛時毛刻   | 人魚樂毛窮 （毛限重播） | 人魚樂毛窮 （毛限重播）    | 人魚樂毛窮 （毛限重播） | 人魚樂毛窮 （毛限重播）    | 人魚樂毛窮 （毛限重播） | 人魚樂毛窮 （毛限重播） | 人魚樂毛窮 （毛限重播） |
| Lung廚時間 | 人魚樂毛窮 （毛限重播） | 明張目膽fun fun選 （上集） | 人魚樂毛窮 （毛限重播） | 明張目膽fun fun選（ 上集） | 人魚樂毛窮 （毛限重播） | 人魚樂毛窮 （毛限重播） | 人魚樂毛窮 （毛限重播） |
| 六點半左右 | 六點半左右新聞報道      | 六點半左右新聞報道         | 六點半左右新聞報道      | 六點半左右新聞報道         | 六點半左右新聞報道      | 人魚樂毛窮 （毛限重播） | 人魚樂毛窮 （毛限重播） |
| 癲拿時間   | 犬時代                  | 明張目膽fun fun選 （下集） | 犬時代                  | 明張目膽fun fun選 （下集） | 犬時代                  | 人魚樂毛窮 （毛限重播） | 人魚樂毛窮 （毛限重播） |
| 宵夜時間   | 宣傳難                  | 宣傳難                     | 宣傳難                  | 宣傳難                     | 宣傳難                  | 宣傳難                  | 宣傳難                  |

| 時間       | 星期一                  | 星期二                      | 星期三                  | 星期四                      | 星期五                  | 星期六                  | 星期日                  |
| ---------- | ----------------------- | --------------------------- | ----------------------- | --------------------------- | ----------------------- | ----------------------- | ----------------------- |
| 毛時毛刻   | 人魚樂毛窮 （毛限重播） | 人魚樂毛窮 （毛限重播）     | 人魚樂毛窮 （毛限重播） | 人魚樂毛窮 （毛限重播）     | 人魚樂毛窮 （毛限重播） | 人魚樂毛窮 （毛限重播） | 人魚樂毛窮 （毛限重播） |
| Lung廚時間 | 人魚樂毛窮 （毛限重播） | 明張目膽fun fun選 （上集）@ | 人魚樂毛窮 （毛限重播） | 明張目膽fun fun選 （上集）@ | 人魚樂毛窮 （毛限重播） | 人魚樂毛窮 （毛限重播） | 人魚樂毛窮 （毛限重播） |
| 六點半左右 | 六點半左右新聞報道 @    | 六點半左右新聞報道 @        | 六點半左右新聞報道 @    | 六點半左右新聞報道 @        | 六點半左右新聞報道 @    | 人魚樂毛窮 （毛限重播） | 人魚樂毛窮 （毛限重播） |
| 癲拿時間   | 勁曲金曲 @              | 明張目膽fun fun選 （下集）@ | 星期三港案 #            | 明張目膽fun fun選 （下集）@ | 歡樂滿些牙 @            | 人魚樂毛窮 （毛限重播） | 人魚樂毛窮 （毛限重播） |
| 宵夜時間   | 宣傳難 #                | 宣傳難 #                    | 宣傳難 #                | 宣傳難 #                    | 宣傳難 #                | 宣傳難 #                | 宣傳難 #                |
| 宵夜時間   | 勁曲金曲挑戰站 #        |                             |                         |                             |                         |                         |                         |

| 時間       | 星期一                                   | 星期二                      | 星期三                  | 星期四                      | 星期五                  | 星期六                  | 星期日                  |
| ---------- | ---------------------------------------- | --------------------------- | ----------------------- | --------------------------- | ----------------------- | ----------------------- | ----------------------- |
| 毛時毛刻   | 人魚樂毛窮 （毛限重播）                  | 人魚樂毛窮 （毛限重播）     | 人魚樂毛窮 （毛限重播） | 人魚樂毛窮 （毛限重播）     | 人魚樂毛窮 （毛限重播） | 人魚樂毛窮 （毛限重播） | 人魚樂毛窮 （毛限重播） |
| Lung廚時間 | 人魚樂毛窮 （毛限重播）                  | 明張目膽fun fun選 （上集）@ | 人魚樂毛窮 （毛限重播） | 明張目膽fun fun選 （上集）@ | 人魚樂毛窮 （毛限重播） | 人魚樂毛窮 （毛限重播） | 人魚樂毛窮 （毛限重播） |
| 六點半左右 | 六點半左右新聞報道 @                     | 六點半左右新聞報道 @        | 六點半左右新聞報道 @    | 六點半左右新聞報道 @        | 六點半左右新聞報道 @    | 人魚樂毛窮 （毛限重播） | 人魚樂毛窮 （毛限重播） |
| 癲拿時間   | 勁曲金曲 @                               | 明張目膽fun fun選 （下集）@ | 星期三港案 #            | 明張目膽fun fun選 （下集）@ | 歡樂滿些牙 @            | 人魚樂毛窮 （毛限重播） | 人魚樂毛窮 （毛限重播） |
| 宵夜時間   | 宣傳難 #                                 | 宣傳難 #                    | 宣傳難 #                | 宣傳難 #                    | 宣傳難 #                | 宣傳難 #                | 宣傳難 #                |
| 宵夜時間   | 勁曲金曲挑戰站 #                         |                             |                         |                             |                         |                         |                         |
| 宵夜時間   | 毛記電視第一屆十大勁曲金曲分獎典禮前奏 # |                             |                         |                             |                         |                         |                         |

| 時間       | 星期一                  | 星期二                      | 星期三                  | 星期四                      | 星期五                  | 星期六                  | 星期日                  |
| ---------- | ----------------------- | --------------------------- | ----------------------- | --------------------------- | ----------------------- | ----------------------- | ----------------------- |
| 毛時毛刻   | 人魚樂毛窮 （毛限重播） | 人魚樂毛窮 （毛限重播）     | 人魚樂毛窮 （毛限重播） | 人魚樂毛窮 （毛限重播）     | 人魚樂毛窮 （毛限重播） | 人魚樂毛窮 （毛限重播） | 人魚樂毛窮 （毛限重播） |
| Lung廚時間 | 人魚樂毛窮（毛限重播）  | 明張目膽fun fun選 （上集）@ | 人魚樂毛窮 （毛限重播） | 明張目膽fun fun選 （上集）@ | 人魚樂毛窮 （毛限重播） | 人魚樂毛窮 （毛限重播） | 人魚樂毛窮 （毛限重播） |
| 六點半左右 | 六點半左右新聞報道 @    | 六點半左右新聞報道 @        | 六點半左右新聞報道 @    | 六點半左右新聞報道 @        | 六點半左右新聞報道 @    | 人魚樂毛窮 （毛限重播） | 人魚樂毛窮 （毛限重播） |
| 癲拿時間   | 勁曲金曲 @              | 明張目膽fun fun選 （下集）@ | 星期三港案 #            | 明張目膽fun fun選 （下集）@ | 歡樂滿些牙 @            | 人魚樂毛窮 （毛限重播） | 人魚樂毛窮 （毛限重播） |
| 宵夜時間   | 宣傳難 #                | 宣傳難 #                    | 宣傳難 #                | 宣傳難 #                    | 宣傳難 #                | 宣傳難 #                | 宣傳難 #                |
| 宵夜時間   | 勁曲金曲挑戰站 #        |                             |                         |                             |                         |                         |                         |
| 宵夜時間   | 萬千呃Like賀台慶前奏 #  |                             |                         |                             |                         |                         |                         |

| 時間       | 星期一                  | 星期二                  | 星期三                  | 星期四                  | 星期五                  | 星期六                  | 星期日                  |
| ---------- | ----------------------- | ----------------------- | ----------------------- | ----------------------- | ----------------------- | ----------------------- | ----------------------- |
| 毛時毛刻   | 人魚樂毛窮 （毛限重播） | 人魚樂毛窮 （毛限重播） | 人魚樂毛窮 （毛限重播） | 人魚樂毛窮 （毛限重播） | 人魚樂毛窮 （毛限重播） | 人魚樂毛窮 （毛限重播） | 人魚樂毛窮 （毛限重播） |
| Lung廚時間 | 人魚樂毛窮 （毛限重播） | 明張目膽fun fun選@      | 人魚樂毛窮 （毛限重播） | 明張目膽fun fun選@      | 人魚樂毛窮 （毛限重播） | 人魚樂毛窮 （毛限重播） | 人魚樂毛窮 （毛限重播） |
| 六點半左右 | 六點半左右新聞報道 @    | 六點半左右新聞報道 @    | 六點半左右新聞報道 @    | 六點半左右新聞報道 @    | 六點半左右新聞報道 @    | 人魚樂毛窮 （毛限重播） | 人魚樂毛窮 （毛限重播） |
| 癲拿時間   | 勁曲金曲 @              | 人魚樂毛窮 （毛限重播） | 星期三港案 #            | 人魚樂毛窮 （毛限重播） | 歡樂滿些牙 @            | 人魚樂毛窮 （毛限重播） | 人魚樂毛窮 （毛限重播） |
| 宵夜時間   | 宣傳難 #                | 宣傳難 #                | 宣傳難 #                | 宣傳難 #                | 宣傳難 #                | 宣傳難 #                | 宣傳難 #                |
| 宵夜時間   | 勁曲金曲挑戰站 #        |                         |                         |                         |                         |                         |                         |

| 時間               | 星期一                  | 星期二                  | 星期三                  | 星期四                  | 星期五                     | 星期六                  | 星期日                  |
| ------------------ | ----------------------- | ----------------------- | ----------------------- | ----------------------- | -------------------------- | ----------------------- | ----------------------- |
| 毛時毛刻           | 人魚樂毛窮 （毛限重播） | 人魚樂毛窮 （毛限重播） | 人魚樂毛窮 （毛限重播） | 人魚樂毛窮 （毛限重播） | 人魚樂毛窮 （毛限重播）    | 人魚樂毛窮 （毛限重播） | 人魚樂毛窮 （毛限重播） |
| 不定期隨時強行放送 | 六點半左右新聞報道 #    | 六點半左右新聞報道 #    | 六點半左右新聞報道 #    | 六點半左右新聞報道 #    | 六點半左右新聞報道 #       | 人魚樂毛窮 （毛限重播） | 人魚樂毛窮 （毛限重播） |
| 不定期隨時強行放送 | 勁曲金曲 @              |                         |                         |                         |                            | 人魚樂毛窮 （毛限重播） | 人魚樂毛窮 （毛限重播） |
| 癲拿時間 （盡量）  | 閃光彈傳真機 #          | 今日問真啲 #            | 星期三港案 #            | 愛．回帶 #              | 人魚樂毛窮2 @ （毛限重播） | 人魚樂毛窮 （毛限重播） | 人魚樂毛窮 （毛限重播） |

| 時間               | 星期一                  | 星期二                  | 星期三                  | 星期四                  | 星期五                  | 星期六                  | 星期日                  |
| ------------------ | ----------------------- | ----------------------- | ----------------------- | ----------------------- | ----------------------- | ----------------------- | ----------------------- |
| 毛時毛刻           | 人魚樂毛窮 （毛限重播） | 人魚樂毛窮 （毛限重播） | 人魚樂毛窮 （毛限重播） | 人魚樂毛窮 （毛限重播） | 人魚樂毛窮 （毛限重播） | 人魚樂毛窮 （毛限重播） | 人魚樂毛窮 （毛限重播） |
| 不定期隨時強行放送 | 六點半左右新聞報道 #    | 六點半左右新聞報道 #    | 六點半左右新聞報道 #    | 六點半左右新聞報道 #    | 六點半左右新聞報道 #    | 人魚樂毛窮 （毛限重播） | 人魚樂毛窮 （毛限重播） |
| 不定期隨時強行放送 | 勁曲金曲 @              |                         |                         |                         |                         | 人魚樂毛窮 （毛限重播） | 人魚樂毛窮 （毛限重播） |
| 隨時               | 愛護同事協會            | 今日問真啲              | 星期三港案              | 國家級任務              | 日本風涼話]             | 人魚樂毛窮 （毛限重播） | 人魚樂毛窮 （毛限重播） |

| 時間               | 星期一                  | 星期二                  | 星期三                  | 星期四                  | 星期五                  | 星期六                  | 星期日                  |
| ------------------ | ----------------------- | ----------------------- | ----------------------- | ----------------------- | ----------------------- | ----------------------- | ----------------------- |
| 毛時毛刻           | 人魚樂毛窮 （毛限重播） | 人魚樂毛窮 （毛限重播） | 人魚樂毛窮 （毛限重播） | 人魚樂毛窮 （毛限重播） | 人魚樂毛窮 （毛限重播） | 人魚樂毛窮 （毛限重播） | 人魚樂毛窮 （毛限重播） |
| 不定期隨時強行放送 | 六點半左右新聞報道      | 六點半左右新聞報道      | 六點半左右新聞報道      | 六點半左右新聞報道      | 六點半左右新聞報道      | 人魚樂毛窮 （毛限重播） | 人魚樂毛窮 （毛限重播） |
| 不定期隨時強行放送 | 勁曲金曲                |                         |                         |                         |                         | 人魚樂毛窮 （毛限重播） | 人魚樂毛窮 （毛限重播） |
| 隨時               | 愛護同事協會            | 今日問真啲              | 星期三港案              | 國家級任務              | 細路做嘢唔使你教        | 人魚樂毛窮 （毛限重播） | 人魚樂毛窮 （毛限重播） |

- 「@」於毛記電視及100毛的Facebook專頁提供精華片段
- 「#」於毛記電視及100毛的Facebook專頁提供足本重溫
- 以上節目除有「^」註明外，其餘均為高清製作

### 現時時間表 （2020年4月7日起）
| 時間               | 星期一                  | 星期二                  | 星期三                  | 星期四                  | 星期五                  | 星期六                  | 星期日                  |
| ------------------ | ----------------------- | ----------------------- | ----------------------- | ----------------------- | ----------------------- | ----------------------- | ----------------------- |
| 毛時毛刻           | 人魚樂毛窮 （毛限重播） | 人魚樂毛窮 （毛限重播） | 人魚樂毛窮 （毛限重播） | 人魚樂毛窮 （毛限重播） | 人魚樂毛窮 （毛限重播） | 人魚樂毛窮 （毛限重播） | 人魚樂毛窮 （毛限重播） |
| 不定期隨時強行放送 | 六點半左右新聞報道      | 六點半左右新聞報道      | 六點半左右新聞報道      | 六點半左右新聞報道      | 六點半左右新聞報道      | 人魚樂毛窮 （毛限重播） | 人魚樂毛窮 （毛限重播） |
| 不定期隨時強行放送 | 圍爐取戀                |                         |                         |                         |                         | 人魚樂毛窮 （毛限重播） | 人魚樂毛窮 （毛限重播） |
| 不定期隨時強行放送 | 毛記演偽人協會          |                         |                         |                         |                         | 人魚樂毛窮 （毛限重播） | 人魚樂毛窮 （毛限重播） |
| 隨時               | 人魚樂毛窮 （毛限重播） | 今日問真啲              | 星期三港案              | 國家級任務              | 細路做嘢唔使你教        | 人魚樂毛窮 （毛限重播） | 人魚樂毛窮 （毛限重播） |

- 現時所有節目於毛記電視網頁、應用程式、毛記電視和100毛Facebook專頁、Instagram「IGTV」功能提供足本重溫。

## 節目列表

### 現時播放節目
| 節目           | 首播日期       | 播放時間               | 介紹 | 節目連結               |
| 星期三港案     | 2015年6月10日  | 逢星期三               | - 紀實時事紀錄片，毛記電視首個非搞笑節目。 - 節目初期邀請韋家晴、方健儀、柳俊江及謝安琪等名人作旁述，現時由毛記主播輪流擔任主持。 - 名字惡搞自無綫新聞時事專題節目《星期二檔案》或《星期日檔案》等等。 | （页面存档备份，存于） |
| 今日問真啲     | 2016年7月26日  | 逢星期二               | - 毛記電視委託其虛擬「權威」民調機構「亞太研究條毛中心」，走訪全港不同地區，發表納米型超濃縮民意調查。 - 節目名字惡搞自亞洲電視的經典資訊娛樂節目《今日睇真D》，而本節目以訪問為主。 | （页面存档备份，存于） |
| 國家級任務     | 2017年12月28日 | 逢星期四               | - 東方昇每個禮拜深入白虎穴，落刀山上油鑊，隨時為國捐丁，執行「Mission 國家級able」，為香港電視史上留下永不磨滅嘅污點！ 【本節目為PK家長指引類別，敬請留言】 | （页面存档备份，存于） |
| 各項廣告       | 2015年5月18日  | 「不定期隨時強行放送」 | - 初期名為「宣傳難」，節目名字惡搞自無綫電視廣告節目《宣傳易》。 - 主要內容為客戶設計並拍攝獨特廣告短片。 - 「宣傳難」節目沒有固定播放時間，但節目表顯示的播放時間為「宵夜時間」 。 - 現時大部分廣告均安排上載於100毛的facebook專頁（包括隸屬本節目的《勁曲金曲挑戰站》），官方網站內的《宣傳難》欄目現時演變為宣傳毛記電視自家節目。 | （页面存档备份，存于） |
| 圍爐取戀       | 2020年4月7日   | 「不定期隨時強行放送」 | - 毛記電視首個圍爐 Phone in 節目，由東方昇、盤菜瑩子、專家Dickson、Kneta主持。 - 接受Inbox感情煩惱 | （页面存档备份，存于） |
| 毛記演偽人協會 | 2020年10月19日 | 「不定期隨時強行放送」 | - 「毛記演偽人協會」歷史悠久，創立於 2020 年，服務社會大眾，建設和諧香港，為港人發放正能量…都並非本會宗旨！ - 本會宗旨只有一個：將毛記偽人最真實一面，呈現喺大家眼前 ～第一集，就因為一個「錢」字，掀起一場勾心鬥角、爾虞我詐、機關算盡嘅大屠殺！ - 東方昇、利君牙、專家Dickson、盤菜瑩子、詩勁、龍志權、羅若Off聯合主演              | （页面存档备份，存于） |

### 已結束播放的常規節目
| 節目                                    | 首播日期      | 結束時間       | 介紹 | 節目連結               |
| 愛·回帶                                 | 2016年7月28日 | 2017年12月21日 | - 由偽員黃慘盈率領全新成立的毛記電視「舊聞部」，跟進各項時事新聞的舊議題、新線索。 - 「回帶」在香港潮流用語為回顧過去的意思。 - 節目名字惡搞自無綫電視的處境長劇《愛·回家》，但兩者節目類型不同。 | （页面存档备份，存于） |
| 閃光彈傳真機                            | 2016年7月25日 | 2017年12月25日 | - 愛情紀錄片，每集訪問一對情侶，分享小確幸愛情，大浪漫故事。 - 「放閃光彈」在香港潮流用語中代表炫耀戀愛的意思。 - 節目名字惡搞自無綫電視的經典兒童節目《閃電傳真機》，但兩者節目類型不同。 - 閃光彈是特種部隊的戰術性輔助武器 | （页面存档备份，存于） |
| 犬時代                                  | 2015年5月18日 | 2015年6月1日   | - 開台劇集，有關無綫劇集《大時代》的惡搞。 - 內容為諷刺在老闆管治下的打工仔生活寫照。 - 播放時間為逢星期一、三、五晚上「狗點正」（2015年5月18日至6月1日）。 - 該劇播出七集後，在2015年6月3日由「臨時特約一次性執行董事」陳志雲宣佈腰斬。 |                        |
| 明張目膽fun fun選                       | 2015年5月19日 | 2016年6月21日  | - 2015年5月19日至2016年6月21日期間逢星期二及四播放的獎品問答遊戲節目。 - 每集由觀眾於毛記官方網站、應用程式或Facebook專頁回答問題。 - 安不尊選擇最有創意答案並聯絡得獎者，答中最終問題可以領獎，另有龍黃德會計B（惡搞自黃龍德會計師）負責監察抽獎過程。 - 節目名字惡搞自無綫綜藝時事節目《東張西望》的「東張西望fun fun選」環節，而「明張目膽」則來自鍾樹根的名句。 - 2016年6月21日後停止播出。 | （页面存档备份，存于） |
| 歡樂滿些牙                              | 2015年6月5日  | 2016年6月24日  | - 以嘉賓表演小技能一分鐘為各大慈善團體籌款。 - 節目名字惡搞自無綫電視慈善節目《歡樂滿東華》，「些牙」為英文單字「share」之廣東話音譯。 - 2015年6月5日首播，播放時間為逢星期五「癲拿時間」，2016年6月24日後停止播出。 | （页面存档备份，存于） |
| 人魚樂毛窮                              | 2015年5月18日 | 2016年7月29日  | - 「毛時毛刻」 - 由一眾偽員扮演海洋生物，節目背景音樂為《綠袖子》。 - 節目惡搞自亞洲電視的慢電視節目《魚樂無窮》，諷刺亞視停播前數年不斷重播節目，實際上於毛記啟播時由「重播部」將60分鐘內容上載至毛記網站。 - 《萬千呃Like賀台慶》則再次推出本環節的現場版本，唯沒有提供重溫。 - 2016年7月29日更新節目內容，並推出新版《人魚樂毛窮2》。                                                        | （页面存档备份，存于） |
| 勁曲金曲                                | 2015年6月8日  | 2017年1月24日  | - 節目名字惡搞自無綫電視音樂節目《勁歌金曲》，提供最新「二次原創」音樂排行榜。 - 節目原名為《勁曲金歌》，2015年6月29日改名為《勁曲金曲》，毛記電視創辦人林日曦解釋節目改名原因為擺脫勁歌金曲的形象，並突顯「勁曲」有「極度曲線（極度諷剌）」之意。 - 2016年7月25日起改為不定期播放。 |                        |
| 愛護同事協會                            | 2018年1月15日 | 2019年4月11日  | - 由兩位有心人利君牙、唐詩勁創立 - 以「愛你的同事，如同自己」為宗旨 - 每週以創新的低科技，改善辦公室深層次問題，給大家一個五星級的OT環境！ - 影射愛護動物協會 | （页面存档备份，存于） |
| 細路做嘢唔使你教                        | 2019年7月12日 | 2020年3月27日  | - 毛記電視首個兒童節目！ - 一個畀大人學嘢嘅兒童節目 - 羅若Off會搵嚟一班智者（細路） - 解決一啲大人都解決唔到嘅問題 - 一於《細路做嘢唔洗你教》！ | （页面存档备份，存于） |
| 六點半左右新聞報道／ 六點半左右肺炎報道 | 2015年5月18日 | 2020年3月5日   | - 報導一些網民關心的現實及網絡事件，同時亦藉節目不斷向一些近期發生的事件「抽水」。 - 節目聲稱（下午）「六點半左右」播放，但節目經常在翌日凌晨上載，甚至在早上六時半上載。 - 該節目亦經常找來不同名人客串參與，不定期會加入各種環節。 - 節目名字惡搞自無綫新聞《六點半新聞報道》。 - 2016年7月25日起改為不定期播放。 - 于COVID-19疫情期间改为《六点半左右肺炎报道》。                            | （页面存档备份，存于） |

### 特備節目
| 集數 | 播映日期      | 嘉賓             | 主題             |
| 01   | 2015年7月14日 | 白卷謝安琪       | 白卷謝安琪       |
| 02   | 7月14日       | 王宗堯           | 宗堯BB新書沽清！ |
| 03   | 7月15日       | 「墳總」青永屍   | 墳總顯靈         |
| 04   | 7月15日       | 慢必             | 慢必有問必答     |
| 05   | 7月16日       | 黃之鋒           | 我不是河童       |
| 06   | 7月16日       | 黃慘盈           | 黃慘盈好慘情     |
| 07   | 7月18日       | 健吾             | 來生要睇日本片   |
| 08   | 7月19日       | 𡁻海珠           | o趙海珠美食博覽  |
| 09   | 7月19日       | 55555家謙        | 書展體育快訊     |
| 10   | 7月19日       | 東方昇           | 來生要做中國人   |
| 11   | 7月20日       | 陳雲海           | 雲海書展怪談     |
| 12   | 7月21日       | 毛記電視攤位職員 | 書展悲慘結局     |

| 集數 | 播映日期     | 嘉賓                     | 主題                           |
| 01   | 2016年2月2日 | 毛記電視職員vivian       | 毛記總司令WeWe人               |
| 02   | 2月3日       | 王宗堯、陳詩慧           | 堅．王宗堯、陳詩慧大開足金金口 |
| 03   | 2月4日       | 專家Dickson              | 專家Dickson親親鼠王獸          |
| 04   | 2月4日       | 梁祖堯                   | 祖堯BB買起Treegun              |
| 05   | 2月5日       | 銀紙彤                   | 銀紙彤花市行情                 |
| 06   | 2月5日       | 健吾                     | 健吾又有_暗示                  |
| 07   | 2月6日       | 狄易達                   | 狄易達帶領群魔勁舞             |
| 08   | 2月6日       | 朱薰、譚永之（朱薰兒子） | 朱薰and her biological son     |
| 09   | 2月6日       | 「劉小華」劉皓嵐         | 巨星劉小華低調現身維園         |

| 集數  | 播映日期                  | 嘉賓 | 主題                                                            |
| 01    | 2016年2月8日 （大年初一） | 評述員：黃興桂、「腦細B」阿Bu 球證：利君牙 香港隊：葉鴻輝、梁冠聰、羅港威、許嘉樂、盧均宜、陳肇麒、領隊兼球員陳偉豪 毛記體育會：東方昇、崔建芒、吳檸儁、55555家謙、明豬、專家Dickson、領隊林日曦 | 「毛記賀歲盃」五人足球賽 宣傳2016年賀歲盃足球賽以及香港超級聯賽 |
| 02    | 2月9日                    | 主播：黃慘盈、東方昇、羅若off | 毛記電視新年賀辭                                                |
| 03-14 | 2月10日至12日             | 嘉賓：麥玲玲 主播：東方昇、專家Dickson、黃慘盈、羅若off | 麥毛毛猴年運程 麥玲玲講解十二生肖猴年運程                       |

## 大型實體表演列表
| 節目                                                              | 日期 | 地點                              | 介紹 | 節目連結                  |                   |        |
| 毛記電視勁曲金曲優秀選2015                                        | 2015年8月19日至24日 | 「真．伊館」                      | - 一連六晚於《十八種香港HOCC 2015》演唱會途中舉行，由崔建芒主持，為毛記電視首個實體化現場表演。 - 演唱會原為何韻詩主辦及主演，毛記電視聲稱毛記電視「強行主辦」，何韻詩「被迫協辦」，因此衍生將「強行」一詞應用於毛記電視各節目，例如「強行填詞」、「強行轉播」等。 得獎名單 \| 日期 \| 得獎歌曲/獎項 \| 主唱 \| 強行填詞 \| 原曲 \| 作曲 \| 填詞 \| \| ------- \| ---------------------- \| -------------------- \| -------- \| ------------------------- \| ----------------- \| ------ \| \| 8月19日 \| 《中東與綜》 \| 真‧方健儀 \| 毛夕 \| 《風箏與風》Twins \| 伍樂城 \| 林夕 \| \| 8月20日 \| 《明張目膽》 \| 何韻Tree （崔建芒） \| 黃偉毛 \| 《明目張膽》何韻詩 \| 張佳添@宇宙大爆炸 \| 黃偉文 \| \| 8月21日 \| 《胸追人》 \| 真‧王宗堯 \| 黃偉毛 \| 《傷追人》古巨基 \| 側田@On Your Mark \| 林夕 \| \| 8月22日 \| 《中女羅生門》 \| 真‧葉蘊儀 \| 毛夕 \| 《羅生門 》麥浚龍、謝安琪 \| 伍樂城 \| 黃偉文 \| \| 8月23日 \| 《亞視永恆》 \| 真‧河國榮 \| 毛振強 \| 《愛是永恆》張學友 \| Dick Lee \| 林振強 \| \| 8月24日 \| 《明光會》 \| 真‧黃耀明、真‧何韻詩 \| 黃偉毛 \| 《光明會》何韻詩 \| hocc@goomusic \| 黃偉文 \| \| 8月24日 \| 西貢區最受歡迎男歌手 \| 真‧黃耀明 \| 不適用 \| 不適用 \| 不適用 \| 不適用 \| \| 8月24日 \| 西環區最不受歡迎男歌手 \| 真‧何韻詩 \| 不適用 \| 不適用 \| 不適用 \| 不適用 \| |                           |                   |        |
| Shell Bonus咭好獎fun給你呈獻： 毛記電視第一屆十大勁曲金曲分獎典禮 | 2016年1月11日 20:00至23:00 | 「真．伊館」                      | - 一晚分發超過3000個獎項，自稱為「人類史上最大樂壇成績表」。 - Now香港台及Now觀星台現場直播，為香港電視史上首個直播的網絡平台製作匯演。 | 前奏 真．足本重溫         |                   |        |
| Pricerite呈獻： 萬千呃Like賀台慶                                  | 2016年5月11日 20:00至00:00 | 「灣仔會展毛記電視城」            | - 為香港電視史上首個進駐免費電視的網絡大型匯演，號稱「人類史上首個由其他電視台直播的電視台台慶」。 - 免費電視99台 ViuTV 20:30起加入現場直播。 | 前奏 （少啲甩轆版）重溫   |                   |        |
| 東方昇特異功能救香港                                              | 2017年4月11日及2017年4月12日 20:00 | 伊利沙伯體育館                    | |                           |                   |        |
| 毛台劇《我殺死了尊貴客戶》                                        | 2018年11月17日 15:00至17:30 2018年11月18日 20:00至22:30 | 伊利沙伯體育館                    | |                           |                   |        |
| 專家Dickson 一個人的童話式婚禮                                    | 2019年3月7日至10日 20:00 | 「灣仔會展Hall 3D（最細嗰個場）」 | |                           |                   |        |
| 大辭職日                                                          | 2019年7月6, 9-14, 16-21, 23-28日 20:00 | 香港演藝學院                      | |                           |                   |        |
| 大MK日                                                            | 2021年6月18日 ‑ 7月18日 (除星期一外) 下午8時 ‑ 10時30分 (2小時 30分鐘) 2021年6月19日 ‑ 7月18日 (逢星期日,六), 2021年7月1日 (星期四) 下午3時 ‑ 5時30分 (2小時 30分鐘) | 香港演藝學院                      | - 一個壞過凱婷、但乖過香港嘅史詩式MK故事... - 柒到喊，喊到笑，笑到MK消失了... - 本劇含粗口及吸煙場面,18歲以下MK仔不准入場。 |                           |                   |        |
| 日期                                                              | 得獎歌曲/獎項 | 主唱                              | 強行填詞 | 原曲                      | 作曲              | 填詞   |
| 8月19日                                                           | 《中東與綜》 | 真‧方健儀                         | 毛夕 | 《風箏與風》Twins         | 伍樂城            | 林夕   |
| 8月20日                                                           | 《明張目膽》 | 何韻Tree （崔建芒）               | 黃偉毛 | 《明目張膽》何韻詩        | 張佳添@宇宙大爆炸 | 黃偉文 |
| 8月21日                                                           | 《胸追人》 | 真‧王宗堯                         | 黃偉毛 | 《傷追人》古巨基          | 側田@On Your Mark | 林夕   |
| 8月22日                                                           | 《中女羅生門》 | 真‧葉蘊儀                         | 毛夕 | 《羅生門 》麥浚龍、謝安琪 | 伍樂城            | 黃偉文 |
| 8月23日                                                           | 《亞視永恆》 | 真‧河國榮                         | 毛振強 | 《愛是永恆》張學友        | Dick Lee          | 林振強 |
| 8月24日                                                           | 《明光會》 | 真‧黃耀明、真‧何韻詩              | 黃偉毛 | 《光明會》何韻詩          | hocc@goomusic     | 黃偉文 |
| 8月24日                                                           | 西貢區最受歡迎男歌手 | 真‧黃耀明                         | 不適用 | 不適用                    | 不適用            | 不適用 |
| 8月24日                                                           | 西環區最不受歡迎男歌手 | 真‧何韻詩                         | 不適用 | 不適用                    | 不適用            | 不適用 |

## 偽員
「偽員」在廣東話與藝員同音，在此引申為毛記電視的幕前演員。部分偽員在毛記電視未啟播前已在《100毛》任職，或兼任《黑紙》旗下子公司其他職務。
大部分偽員自啟播起皆穿著固定服裝（出演廣告或有需要情況除外），2016年5月16日起因為獲得贊助，固定服裝陸續更換。
| 備註 | 備註             |
| ---- | ---------------- |
|      | 毛記電視開台偽員 |
|      | 偽員主要角色     |

### 旗下偽員
以下為旗下偽員列表，以及其主要角色（未計算其他名義的客串角色、並以首度亮相日子排列）。
| 偽員                           | 偽名    | 名字來源             | 角色身份/主持節目                         | 特徵/事跡 | 首度亮相                                                                   | Facebook專頁           |
| 王嘉偉                         | 東方昇  | 無綫新聞主播方東昇   | 愛國主播                                  | - 同時為毛記電視助理數碼經理 - Facebook專頁經常使用簡體中文以示愛國 - 被指貌似錢小豪 - 因在《六點半左右新聞報道》扮演“豬肉佬”、電話訪問建制派議員以及採訪梁齊昕而知名 - 頭部戴上染血白巾為其特徵，2015年上曾有林夕親筆簽名，2016年後更換為純染血白巾，但於適當場合會暫停戴上（如報道非搞笑新聞，街頭訪問），或更換為其他物品（如農曆新年期間血跡換上利是，取其意頭） | 《六點半左右新聞報道》 啟播前節目預告 2015年5月14日 （页面存档备份，存于） | （页面存档备份，存于） |
| 王嘉偉                         | 錢減樂  | 無綫電視藝員錢嘉樂   | 《歡樂滿些牙》主持                        | - 同時為毛記電視助理數碼經理 - Facebook專頁經常使用簡體中文以示愛國 - 被指貌似錢小豪 - 因在《六點半左右新聞報道》扮演“豬肉佬”、電話訪問建制派議員以及採訪梁齊昕而知名 - 頭部戴上染血白巾為其特徵，2015年上曾有林夕親筆簽名，2016年後更換為純染血白巾，但於適當場合會暫停戴上（如報道非搞笑新聞，街頭訪問），或更換為其他物品（如農曆新年期間血跡換上利是，取其意頭） | 《六點半左右新聞報道》 啟播前節目預告 2015年5月14日 （页面存档备份，存于） | （页面存档备份，存于） |
| 王嘉偉                         | 李老闆  | 香港首富李嘉誠       | 無良老闆 《犬時代》角色                   | - 同時為毛記電視助理數碼經理 - Facebook專頁經常使用簡體中文以示愛國 - 被指貌似錢小豪 - 因在《六點半左右新聞報道》扮演“豬肉佬”、電話訪問建制派議員以及採訪梁齊昕而知名 - 頭部戴上染血白巾為其特徵，2015年上曾有林夕親筆簽名，2016年後更換為純染血白巾，但於適當場合會暫停戴上（如報道非搞笑新聞，街頭訪問），或更換為其他物品（如農曆新年期間血跡換上利是，取其意頭） | 《六點半左右新聞報道》 啟播前節目預告 2015年5月14日 （页面存档备份，存于） | （页面存档备份，存于） |
| 王嘉偉                         | 周窿    | 香港資深廚師周中     | 劣食大廚                                  | - 同時為毛記電視助理數碼經理 - Facebook專頁經常使用簡體中文以示愛國 - 被指貌似錢小豪 - 因在《六點半左右新聞報道》扮演“豬肉佬”、電話訪問建制派議員以及採訪梁齊昕而知名 - 頭部戴上染血白巾為其特徵，2015年上曾有林夕親筆簽名，2016年後更換為純染血白巾，但於適當場合會暫停戴上（如報道非搞笑新聞，街頭訪問），或更換為其他物品（如農曆新年期間血跡換上利是，取其意頭） | 《六點半左右新聞報道》 啟播前節目預告 2015年5月14日 （页面存档备份，存于） | （页面存档备份，存于） |
| 陳柏寧 （Mavis）               | 利君牙  | 前無綫新聞記者利君雅 | 快樂主播                                  | - 被指貌似無綫電視藝員朱千雪及歌手薛凱琪 - 與創辦人（腦細B）阿Bu為情侶關係 | 《六點半左右新聞報道》 啟播前節目預告 2015年5月14日 （页面存档备份，存于） | （页面存档备份，存于） |
| 陳柏寧 （Mavis）               | 提子珊  | 無綫電視主持黎芷珊   | 《勁曲金曲》主持                          | - 被指貌似無綫電視藝員朱千雪及歌手薛凱琪 - 與創辦人（腦細B）阿Bu為情侶關係 | 《六點半左右新聞報道》 啟播前節目預告 2015年5月14日 （页面存档备份，存于） | （页面存档备份，存于） |
| 陳柏寧 （Mavis）               | 慳妹    | 《大時代》角色阮梅   | 《犬時代》角色                            | - 被指貌似無綫電視藝員朱千雪及歌手薛凱琪 - 與創辦人（腦細B）阿Bu為情侶關係 | 《六點半左右新聞報道》 啟播前節目預告 2015年5月14日 （页面存档备份，存于） | （页面存档备份，存于） |
| 卓穎思 （卓文迪、Mandi Cheuk） | 羅若Off | 前無綫新聞主播羅若安 | 學生主播                                  | 不適用 | 《六點半左右新聞報道》                                                     | （页面存档备份，存于） |
| 黃塏棋 （Kneta Wong）          | Kneta   | 黃塏棋英文名字       | 《圍爐取戀》主持之一                      | - 愛情經驗豐富 - MK妹代表 | 《圍爐取戀》 2020年4月7日 （页面存档备份，存于）                           |                        |
| 何穎璐 （Natalie Ho）          | 叻叻    | Natalie英文簡稱      | 《圍爐取戀》主持之一 《呢啲Lady》主持之一 | - 純情女代表 - 飄移女車神 | 《圍爐取戀》                                                               |                        |

### 客串偽員
根據毛記電視慣例，現實人物參與客串會於其名稱加上「堅」字或「真」字（如：「堅．方健儀」）。在此引申為配以偽名的非正式毛記電視員工。
至於現實公眾人物出現於毛記電視節目或廣告，因此未能盡錄於本列表，請詳見於毛記各個節目或廣告相關條目。
| 偽員        | 偽名       | 名字來源                         | 角色身份/主持節目          | 特徵/事跡                                                                        | 首度亮相                                                                           | Facebook專頁 |
| Branco Lam  | 潘蔚牛     | 無綫新聞主播潘蔚林               | 駐美國賓夕凡尼亞州記者     | - 模彷潘蔚林於颱風消息的採訪，經常搖擺不定                                       | 《六點半左右新聞報道》 2015年6月5日 （页面存档备份，存于）                         |              |
| 無名氏      | 樂先生     | 無綫電視行政人員樂易玲（樂小姐） | 偽員部總監                 | 不適用                                                                           | 《勁曲金曲分獎典禮前奏》 2015年12月23日                                            |              |
| Kary Cheung | 中祖兒     | now新聞記者戴祖而                | 擔任所有記者角色           | - 同時為100毛幕後員工、愛·回帶節目記者 - 2016年8月起由「細祖而」易名為「中祖兒」 | 《六點半左右新聞報道》 2016年1月14日 （页面存档备份，存于） （页面存档备份，存于） |              |
| 待查        | 腐穎       | 香港歌手傅穎                     | 腐女                       | 不適用                                                                           | 《勁曲金曲》 2016年3月8日                                                          |              |
| 待查        | 官雪花     | 亞洲小姐宮雪花                   | 未公佈                     | - 曾為第一屆十大勁曲金曲分獎典禮擔任分獎小姐                                     | 《勁曲金曲挑戰站》 2016年4月4日                                                    |              |
| Meko        | 新任東女郎 | 占士邦助手邦女郎                 | 《國家級任務》東方昇的助手 | 《國家級招募東女郎》勝出者                                                       | 《國家級招募東女郎》 2021年1月27日 （页面存档备份，存于）                          |              |

### 偽員組合
| 組合名稱         | 成員                                | 名字來源             | 角色身份       | 特徵/事跡                                                                                     | 首度亮相                           | Facebook專頁 |
| 繁忙兒童合唱團   | 繁忙兒童                            | 熊熊兒童合唱團       | 兒童合唱團     | 常於《勁曲金曲》演繹香港學童學業繁忙題材作品 榮獲第一屆十大勁曲金曲分獎典禮香港區最受歡迎組合 | 《勁曲金曲》 2015年6月8日深夜      |              |
| FF的s            | 東方昇 吳檸儁 55555家謙 專家Dickson | 香港女子跳唱組合FFx  | 男子組合、港男 | 演唱《Sugar Baby》二次創作版《羞家Baby》而應運而生 Dickson經常被東方昇忽略或欺凌              | 《勁曲金曲》 2015年9月21日深夜     |              |
| 梁靚芬社區合唱團 | /                                   | 立法會議員梁美芬     | 合唱團         | 「曲線歌頌」梁美芬於區議會功績而產生                                                          | 《勁曲金曲》 2015年11月30日        |              |
| 港女時代         | 黃慘盈 利君牙 銀紙彤 佘驚曼 唐詩勁  | 韓國女子組合少女時代 | 女子組合、港女 | 演唱《Nobody》二次創作版《No Angry》而應運而生 於萬千呃Like賀台慶公佈正式陣容                 | 《勁曲金曲》 2016年3月7日深夜      |              |
| 正能兩           | 利君牙（正能一） 龍志權（正能二）   | 正能量               | 姐弟           | 在《萬千呃Like賀台慶》當晚首度亮相合唱《辦法總比困難多》， 歌詞源自社會福利署2016年廣告       | 《萬千呃Like賀台慶》 2016年5月11日 |              |

### 已退出偽員
| 偽員                          | 偽名                  | 名字來源                          | 角色身份/主持節目                   | 特徵/事跡 | 首度亮相                                                                   | Facebook專頁           |
| 陳蒨瑩 （Kat Chan）           | 男秉權                | 前無綫新聞主播呂秉權              |                                     | 同時為模特兒 被指貌似歌手梁詠琪 2016年報名參加viuTV選美節目《美選D.n.A》 | 《六點半左右新聞報道》 啟播前節目預告 2015年5月14日                        |                        |
| 曾穎欣 （Mary Tsang）         | 銀紙彤                | 《創富坊》前主持林芷彤            | 財經主播、《膠易現場》主持          | 模仿林芷彤於創富坊的免責聲明，語速很快 於2019年11月7日於豐盛苑火災中遇難 | 《六點半左右新聞報道》 2015年8月4日                                        | （页面存档备份，存于） |
| 待查                          | 周嘉鹽                | 前無綫新聞主播周嘉儀              |                                     | 《歡樂滿些牙》片頭籌款者 | 《六點半左右新聞報道》 啟播前節目預告 2015年5月14日                        |                        |
| 待查                          | 黃碗曼                | 前無綫新聞記者黃婉曼              | 天氣主播                            | | 《六點半左右新聞報道》 啟播前節目預告 2015年5月14日                        |                        |
| 李嘉文 （Jessica Lee）        | 黃慘盈                | 前無綫新聞主播黃紫盈              | 傷心主播、港女                      | 同時為100毛編輯部員工 | 《六點半左右新聞報道》 2015年6月15日                                       | （页面存档备份，存于） |
| 李嘉文 （Jessica Lee）        | 嘟嘟姐                | 無綫電視藝員鄭裕玲                | 《歡樂滿些牙》主持 針對志偉者       | 同時為100毛編輯部員工 | 《六點半左右新聞報道》 2015年6月15日                                       | （页面存档备份，存于） |
| 許芳婷 （Manco）              | 東女郎                | 占士邦助手邦女郎                  | 《國家級任務》東方昇的助手          | 同時為節目部員工 離開後加入小薯茄成為導演及後製 | 《國家級任務》 2017年                                                      |                        |
| 王啟豪 （Kyle Wong、Kai豪）   | 崔建芒 （Amango）     | 前《勁歌金曲》主持崔建邦（Amigo） | 《勁曲金曲》主持 擔任所有主持人角色 | 同時為100毛廣告部員工 與洛鈞為情侶關係（兩人之藝名巧合地對應了曾為情侶的崔建邦及唐詩詠） | 《人魚樂毛窮》 2015年5月18日                                               | （页面存档备份，存于） |
| 王啟豪 （Kyle Wong、Kai豪）   | 叻囝                  | 無綫電視藝員陳百祥                | 「認叻」主持人 《歡樂滿些牙》主持   | 同時為100毛廣告部員工 與洛鈞為情侶關係（兩人之藝名巧合地對應了曾為情侶的崔建邦及唐詩詠） | 《人魚樂毛窮》 2015年5月18日                                               | （页面存档备份，存于） |
| 王啟豪 （Kyle Wong、Kai豪）   | 何韻Tree （Treegun）  | 歌手何韻詩 立法會議員鍾樹根       | 語言學家                            | 同時為100毛廣告部員工 與洛鈞為情侶關係（兩人之藝名巧合地對應了曾為情侶的崔建邦及唐詩詠） | 《人魚樂毛窮》 2015年5月18日                                               | （页面存档备份，存于） |
| 王啟豪 （Kyle Wong、Kai豪）   | 方卸膊                | 大時代角色方展博                  | 《犬時代》角色 與方晉升「戲假情真」 | 同時為100毛廣告部員工 與洛鈞為情侶關係（兩人之藝名巧合地對應了曾為情侶的崔建邦及唐詩詠） | 《人魚樂毛窮》 2015年5月18日                                               | （页面存档备份，存于） |
| 李星熲 （Cherry Lui）         | 詩勁 （前名；唐詩勁） | 無綫電視藝員唐詩詠                | 詩人主播                            | 同時為100毛美術部員工 經常在演出時引用詩句 曾為第一屆十大勁曲金曲分獎典禮擔任分獎小姐 與王啟豪為情侶關係（兩人之藝名巧合地對應了曾為情侶的崔建邦及唐詩詠）                                                                            | 《第一屆十大勁曲金曲分獎典禮》 2016年1月11日                               |                        |
| 李星熲 （Cherry Lui）         | 美術部車厘子          | /                                 | 詩人主播                            | 同時為100毛美術部員工 經常在演出時引用詩句 曾為第一屆十大勁曲金曲分獎典禮擔任分獎小姐 與王啟豪為情侶關係（兩人之藝名巧合地對應了曾為情侶的崔建邦及唐詩詠）                                                                            | 《第一屆十大勁曲金曲分獎典禮》 2016年1月11日                               |                        |
| 王雍泰 （王力奇、Nicky Wong） | 龍志權                | 韓國歌手權志龍 （G-Dragon）       | 韓流主播                            | 自我介紹時會模仿韓國明星講廣東話的語調，並加上「사랑해요（我愛你）」 疑似多次聲演《100毛》普通話廣告 | 《勁曲金曲挑戰站》 2016年5月5日                                            | （页面存档备份，存于） |
| 潘啟欣 （Yan Poon）           | 豬欣                  | 與女藝人朱茵諧音                  | 擔任肥胖的男性角色                  | 被指貌似白只 曾經為100毛編輯部員工，未開台前已憑客串《100毛》封面而知名 曾於毛記電視開台早期離職，於2016年5月正式回歸 於毛記電視開台劇《犬時代》飾演J蟹，並客串《宣傳難》廣告                                                         | 《人魚樂毛窮》 2015年5月18日                                               | （页面存档备份，存于） |
| 潘啟欣 （Yan Poon）           | J蟹                   | 大時代角色丁蟹                    | 《犬時代》角色                      | 被指貌似白只 曾經為100毛編輯部員工，未開台前已憑客串《100毛》封面而知名 曾於毛記電視開台早期離職，於2016年5月正式回歸 於毛記電視開台劇《犬時代》飾演J蟹，並客串《宣傳難》廣告                                                         | 《人魚樂毛窮》 2015年5月18日                                               | （页面存档备份，存于） |
| 譚淇淇                        | 𡁻海珠                | 前無綫新聞主播趙海珠              | 飲食主播                            | - 同時為香港饒舌歌手 - nowTV及ViuTV主持 - 《六點半左右新聞報道》首播主持 - 常在主播新聞結束後吃東西 - 已於2016年1月宣佈離開毛記電視，但於2016年6月再度現身於《膠易現場》廣告環節客串                                                  | 《六點半左右新聞報道》 啟播前節目預告 2015年5月14日 （页面存档备份，存于） |                        |
| 譚淇淇                        | Wow阿姐               | 無綫電視藝員汪明荃                | 《歡樂滿些牙》主持                  | - 同時為香港饒舌歌手 - nowTV及ViuTV主持 - 《六點半左右新聞報道》首播主持 - 常在主播新聞結束後吃東西 - 已於2016年1月宣佈離開毛記電視，但於2016年6月再度現身於《膠易現場》廣告環節客串                                                  | 《六點半左右新聞報道》 啟播前節目預告 2015年5月14日 （页面存档备份，存于） |                        |
| 譚淇淇                        | 奸姐                  | 《大時代》角色羅慧玲              | 《犬時代》角色                      | - 同時為香港饒舌歌手 - nowTV及ViuTV主持 - 《六點半左右新聞報道》首播主持 - 常在主播新聞結束後吃東西 - 已於2016年1月宣佈離開毛記電視，但於2016年6月再度現身於《膠易現場》廣告環節客串                                                  | 《六點半左右新聞報道》 啟播前節目預告 2015年5月14日 （页面存档备份，存于） |                        |
| 劉皓嵐 （Leander Lau）        | 劉小華                | 香港四大天王之一劉德華            | 繁忙兒童合唱團主音                  | - 同時為香港學生 - 因獨唱《補充練習無間做》歌詞中「明明我已晝夜無間想討好老母」引起爭議。 - 曾拍攝林奕匡歌曲《頌讚詩》MV - ViuTV《晚吹 - 一大一路》小主持 - 曾於2016年電影《選老頂》飾演杜汶澤的兒子                                  | 《第一屆十大勁曲金曲分獎典禮》 2016年1月11日 （页面存档备份，存于）        |                        |
| 呂紈漫                        | 漫姑娘                | 伍姑娘                            | 《毛記演偽人協會》主持              | ・同時為毛記電視導演 | 《毛記演偽人協會》                                                         |                        |
| 柯翠婷 （Myth Or）            | 盤菜瑩子              | 前無綫新聞主播盤翠瑩              | 港女主播、日語大使                  | - 同時為毛記電視計劃總監 - 樂隊秋蟬（Autumn Cicada）主音 - 臉部有明顯酒窩 - 精通日語 自我介紹時會說「今晩は（晚上好）」 - 間中説話夾雜日語 - 在第一屆十大勁曲金曲分獎典禮憑《越難越愛》二次創作版《越癌越愛》獲得十大勁曲金曲獎第八位 | 《六點半左右新聞報道》 2015年6月17日 （页面存档备份，存于）                | （页面存档备份，存于） |
| 阮文泰 （Ivan Yuen）          | 專家Dickson           | 《創富坊》嘉賓Dickie              | 擔任所有專家、毒男角色              | - 號稱愛情22戰22負，單身，未有初戀 - 人偶「小莉」為現時「伴侶」（只有頭部） - 與黃慘盈多次合作情侶檔演出廣告 | 《六點半左右新聞報道》 2015年8月4日 （页面存档备份，存于）                 | （页面存档备份，存于） |

### 已淡出幕前／未知
| 偽員                     | 偽名                  | 名字來源                 | 角色身份/主持節目                   | 特徵/事跡                                     | 首度亮相                                            | Facebook專頁           |
| 小為                     | 55555家謙             | 前無綫新聞體育主播伍家謙 | 體育主播                            | 同時為香港YouTuber 領帶經常移位               | 《六點半左右新聞報道》 啟播前節目預告 2015年5月14日 |                        |
| 小為                     | 安不尊                | 無綫電視主持安德尊       | 《明張目膽fun fun選》主持           | 同時為香港YouTuber 領帶經常移位               | 《六點半左右新聞報道》 啟播前節目預告 2015年5月14日 |                        |
| Praya Ho                 | 吳檸儁                | 前無綫新聞主播吳璟儁     | 英俊主播                            | 髮插梳為造型特點 以「唔清唔楚，唔英唔俊」自居 | 《六點半左右新聞報道》 啟播前節目預告 2015年5月14日 |                        |
| Ming Lui                 | 美術部明豬 （Ming豬） | ／                       | 擔任所有長髮男性、外國人角色        | 同時為100毛美術部員工， 啟播前常見於100毛當中 | 《人魚樂毛窮》 2015年5月18日                        | （页面存档备份，存于） |
| Ming Lui                 | [ 96 ]                | 英國已故歌手John Lennon  | 中式旋轉型搖滾歌手                  | 同時為100毛美術部員工， 啟播前常見於100毛當中 | 《人魚樂毛窮》 2015年5月18日                        | （页面存档备份，存于） |
| Ming Lui                 | 方晉升                | 大時代角色方進新         | 《犬時代》角色 與方卸膊「戲假情真」 | 同時為100毛美術部員工， 啟播前常見於100毛當中 | 《人魚樂毛窮》 2015年5月18日                        | （页面存档备份，存于） |
| Lui Wai Keung （Fatson） | 肥Ben                 | /                        | 擔任肥胖的男性角色                  | 擁有極粗眉毛                                  | 《勁曲金曲挑戰站》 2016年4月4日                     |                        |

## 術語

### 人物
| 術語         | 釋義 |
| 毛毛 / 毛孩  | 指黑紙有限公司及子公司之員工（包括《100毛》及本電視台）。 |
| 腦細         | 指毛記電視三位創辦人，讀音等同老闆廣東話俗語「老細」。 - 林日曦（腦細A，A來自林日曦別名「林日A」，由於他頻繁出鏡，故「腦細」常特指林日曦一人）， - 阿Bu（腦細B，B來自Bu） - 陳強（腦細C，C來自陳強英語簡寫「Chan Keung」） |
| 偽員         | 「偽員」在廣東話與藝員同音，指毛記電視的幕前演員。 |
| TVMost Buddy | - 毛記電視吉祥物，熊型生物，經常被指貌似「腦細」林日曦。TVMost Buddy 於2015年香港書展參展時首度亮相，現時推出合共四種款式。 - 名字取自無綫電視吉祥物Tvbuddy，但與它無任何關聯。                                            |
| 霞姨         | 源自周星馳主演電影《喜劇之王》中飾演電影助理導演的角色，常影射一些不專業的演出。在毛記指幕後工作人員。 |

### 名詞
| 術語                  | 釋義 |
| 黑白毛記              | 「毛記電視」與《黑紙》旗下各個品牌：《黑紙》（黑）、白卷出版社（白）、《100毛》（毛）以及毛記電視（記）的合稱，於2016年香港書展參展時首度使用，四者排序與創立時間相同。 |
| 「真」/「堅」         | 根據毛記電視慣例，現實人物參與客串會於其名稱加上「堅」字或「真」字（如：「堅．劉德華」），以便與毛記幕前偽員區分。 - 「真」字初次應用於 2015年6月19日《六點半左右新聞報道》，訪問「真．建制派立法會議員」。 - 2016年1月25日《勁曲金曲》起，所有現實人物參與客串會於其名稱加上「堅」字。 - 非毛記電視首創，自此之後其他傳媒亦有效仿。                                                                      |
| 友台                  | 非毛記電視首創，但毛記電視新聞引用其他新聞機構的影片時，會於「友台」二字前後配上字詞，以形容相關機構市場地位。例子如下： - 「大友台」：意指毛記電視的影射對象無綫電視，因無綫電視的市場領導地位及慣性收視優勢，被香港市民定位為「大台」，故毛記電視自封為「大大台」以示惡搞。 - 「小友台」：意指毛記電視的影射對象亞洲電視（已於2016年4月2日停播）。 - 「盟友台」：意指經常訪問毛記電視員工的蘋果動新聞。 |
| 強行                  | 應用於毛記電視各節目進行的異常行為，例子如下： - 「強行填詞」：參與《勁曲金曲》改編歌曲，改編作詞者為強行填詞，將原填詞人更改為含「毛」字、「Most」字。（如：「毛夕」、「黃偉毛」、「Most Lennon」） - 「強行轉播」：因第一屆十大勁曲金曲分獎典禮安排於收費電視台作直播，部分市民選擇於網上直播平台或公共空間作非官方轉播。                                                                               |
| 臨時特約一次性        | 應用於毛記電視各節目，例如陳志雲及葉家寶均曾作「臨時特約一次性執行董事」，意指用完即棄。 |
| 「囧察」/「囧方」     | 「囧」字廣東話與「警」音相似，意指香港警察。 |
| 「特衰政府」/「正苦」 | 非毛記電視首創，意指諷刺通稱「特區政府」的香港特別行政區政府。 |
| （好似係）            | 廣東話用詞，意思為疑似者，用作影射嘲諷對象時使用，使用於影射對象後方，並加上括號。 |

### 節目播放時段
| 術語              | 釋義 |
| 毛限重播 毛時毛刻 | 指任何時間、無限次數重播，諷刺已停播的亞洲電視經常重播節目。                                                               |
| Lung廚時間        | 指午餐時間，港式英語。 |
| 癲拿時間          | 指晚飯時間，港式英語。 |
| 宵夜時間          | 指深夜時間。 |
| 六點半左右        | 六點半左右新聞報道的播放時間。由於實際播放時間不定，所以任何上載時間都屬於「六點半左右」的範圍之內，令節目能「準時」播出。 |

## 外部連結
- 毛記電視官方網站（页面存档备份，存于）
- 毛記電視的Facebook專頁
- 毛記電視的Instagram帳戶